# Weena (Die Zeitmaschine)
Weena ist eine fiktive Figur aus dem Roman Die Zeitmaschine, der 1895 von H. G. Wells über das Konzept der Zeitreise geschrieben wurde. In der Geschichte reist ein namenloser Zeitreisender mit seiner Zeitmaschine in das Jahr 802.701 n. Chr., um festzustellen, dass sich der Mensch in zwei verschiedene Rassen entwickelt hat: die Eloi, die Freizeitklasse und die Morlocks, die Arbeiterklasse. Er lernt ein Eloi-Mädchen namens Weena kennen, die er auf eine Expedition mitnimmt und in seinem Kampf gegen die Morlocks verliert. Auf Grundlage dieser Geschichte entstanden drei Filme in den Jahren 1960, 1978 und 2002, in denen Weena jeweils unterschiedlich dargestellt wird.

## Romanausgabe 1895
Im Originalroman begegnet der Zeitreisende Weena im Jahr 802.701 n. Chr. Er rettet sie beim Baden vor dem Ertrinken in einer Untiefe, während die anderen Eloi nichts tun, um ihr zu helfen. Am nächsten Tag überreicht sie ihm eine Blumengirlande, die sie eigens für ihn angefertigt hat. Er nimmt sie mit auf seine Expedition und beschließt, sie in seine eigene Zeit, das viktorianische Zeitalter, mitzunehmen, doch Weena wird ohnmächtig und stirbt in einem Feuer, als er gegen die Morlocks kämpft, um seine Zeitmaschine zu bergen. Mit zwei seltsamen weißen Blumen, die Weena in seine Tasche gesteckt hatte, kehrt er in seine eigene Zeit zurück.

## Filmausgabe 1960
1960 führte George Pal Regie bei dem Film The Time Machine, mit dem Drehbuch von David Duncan, der weitgehend auf dem Roman basierte; es wurden jedoch einige bedeutende Änderungen vorgenommen. Der Name “George” (nach dem Autor, Herbert George Wells) wurde dem Zeitreisenden im Film gegeben. Auf seiner Reise durch verschiedene Zeiten erreicht George, dargestellt vom australischen Schauspieler Rod Taylor, das Jahr 802.701 n. Chr., in dem er ein Mädchen findet, das beim Baden im Fluss einen Krampf bekommt und droht in einer “Untiefe” zu ertrinken. Selbst als das Mädchen in Panik gerät und beginnt laut zu schreien, verhalten sich die anderen am Ufer stehenden Mitglieder ihrer Rasse, die Eloi, ihr gegenüber völlig gleichgültig. Er rettet sie und findet heraus, dass ihr Name Weena ist. Anders als im Roman lässt George Weena nicht tot zurück. Er rettet Weena und die Eloi, kehrt in seine eigene Zeit zurück und dann in die Zeit von Weena, um wieder mit ihr vereint zu werden. Im Film wurde Weena von der US-amerikanischen Schauspielerin Yvette Mimieux dargestellt.

## Fernsehfilm 1978

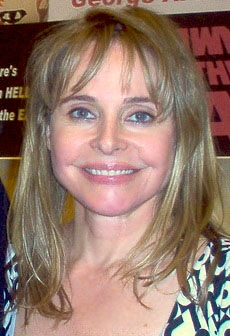
Priscilla Barnes

Sunn Classic Pictures produzierte 1978 den Fernsehfilm Die Zeitmaschine. An der Geschichte wurden einige wichtige Änderungen vorgenommen. Der Zeitreisende ist Dr. Neil Perry, ein Wissenschaftler aus den 1970er Jahren. Die Geschichte spielt in den Vereinigten Staaten statt im Vereinigten Königreich. Er reist in die ferne Zukunft und freundet sich mit Weena an, die ihm erzählt, dass die Morlocks die Eloi für unbekannte Zwecke nehmen würden. Perry besucht die Morlocks, um den Bruder von Weena zu retten. Außerdem bringt er den Eloi bei, wie sie sich selbst verteidigen können. Nach Beendigung seiner Mission kehrt er in seine eigene Zeit zurück und begibt sich erneut in die Zukunft, um sich wieder mit Weena, die von Priscilla Barnes gespielt wurde, zu vereinen.

## Filmausgabe 2002
Ein weiterer Film mit dem gleichen Namen wurde 2002 von Arnold Leibovit (* 1950) produziert und vom Urenkel H. G. Wells Simon Wells inszeniert, wobei Weena, gespielt von Samantha Mumba, in Mara umbenannt wurde. Dr. Alexander Hartdegen ist ein Erfinder aus dem Jahr 1899 an der Columbia University, der nach dem Mord an seiner Freundin Emma sein Leben der Herstellung einer Zeitmaschine widmet. Er reist in das Jahr 802.701 n. Chr., trifft die Eloi und wird von Mara wieder gesund gepflegt. Er rettet Mara und beginnt mit ihr und den Eloi ein neues Leben.

## Sonstige Bezüge zu Weena
- Der 2008 von den deutschen Amateurastronomen Erwin Schwab und Rainer Kling entdeckte Asteroid (283142) Weena wurde nach der fiktiven Figur benannt.[6][7]
- Die PBS-Kinderserie Wishbone, in der die Titelhundefigur, ein Jack Russell Terrier, Werke der Populärliteratur nachbildet, gibt es eine Episode mit dem Titel Bark to the Future, in der Wishbone, mit der Stimme von Larry Brantley (* 1966), die Rolle des Zeitreisenden übernahm. Weena wurde in der Serie von Lisa-Gabrielle Greene gespielt.[8]